# 1891 en santé et médecine
| Années de la santé et de la médecine : 1888 - 1889 - 1890 - 1891 - 1892 - 1893 - 1894    |
| Décennies de la santé et de la médecine : 1860 - 1870 - 1880 - 1890 - 1900 - 1910 - 1920 |

Cet article présente les faits marquants de l'année 1891 en santé et médecine.

## Événements
- 7 février : Albert Calmette arrive en Indochine française pour fonder l'Institut Pasteur de Saïgon[1].

- A la fin de cette année-là, et pour la première fois, l'université de Melbourne délivre le diplôme de médecin à deux étudiantes : Margaret Whyte et Grace Stone[2].

## Publications
- Louis Hubert Farabeuf et Henri Varnier, Introduction à l'étude clinique et à la pratique des accouchements. — En ligne, l'édition de 1908.

## Naissances
- date inconnue : 
  - Marcel Boppe, chirurgien français, spécialiste en orthopédie (mort en 1949).

## Référence
1. ↑  Philippe Scherpereel, « Albert Calmette », sur Association du Musée Hospitalier Régional de Lille, 2012
2. ↑  (en) Louella McCarthy, « Finding a Space for Women : The British Medical Association and Women Doctors in Australia, 1880–1939 », Medical History, vol. 62, no 1,‎ 2018, p. 91-111 (PMID 29199928, lire en ligne, consulté le 19 septembre 2018) modifier.